# Księga Przykazań

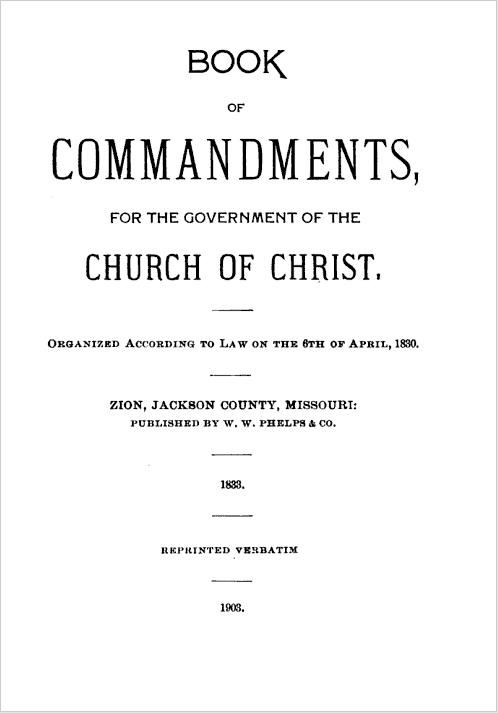
Okładka księgi przykazań z 1903 roku w angielskiej wersji językowej

Księga Przykazań – zbiór najstarszych objawień, które według świętych w dniach ostatnich Bóg przekazał prorokowi Josephowi Smithowi, Jr. Dzieło to zostało wydane po raz pierwszy w 1833 r., obejmując wszystkie dotychczas przekazane zalecenia dla Kościoła. W miarę upływu czasu i dalszej posługi Józefa Smitha jako proroka, liczba objawień powiększała się, co skutkowało zredagowaniem nowego dzieła – Nauk i Przymierzy – opartego na Księdze Przykazań i uzupełnionego dalszymi przekazami. Treść Księgi Przykazań niemal w całości (z wyjątkiem kilku rozdziałów) została włączona do Nauk i Przymierzy i stanowi pierwsze 64 sekcje tej publikacji.
Obecnie zarówno Kościół Jezusa Chrystusa Świętych w Dniach Ostatnich, jak i Społeczność Chrystusa posługują się Księgą Nauk i Przymierzy w oficjalnych publikacjach i nauczaniu, co nie oznacza odrzucenia wartości historycznych tego dzieła. Niektóre z pomniejszych wspólnot Świętych, m.in. Kościół Chrystusa – Obszar Świątyni, które mają zastrzeżenia co do późniejszego nauczania Smitha, do dziś posługują się Księgą Przykazań, odrzucając Nauki i Przymierza.